# Ebensfeld
Ebensfeld är en köping (Markt) i Landkreis Lichtenfels i Regierungsbezirk Oberfranken i förbundslandet Bayern i Tyskland.